# Episodi di Ned - Scuola di sopravvivenza (seconda stagione)
La seconda stagione della serie televisiva Ned - Scuola di sopravvivenza è andata in onda negli Stati Uniti dal 1º ottobre 2005 al 3 giugno 2006 sul canale satellitare Nickelodeon.
In Italia è stata trasmessa su Nickelodeon da settembre 2006.
| nº | Titolo originale                                    | Titolo italiano                                                         | Prima TV USA     | Prima TV Italia |
| -- | --------------------------------------------------- | ----------------------------------------------------------------------- | ---------------- | --------------- |
| 1  | Guide to The New Semester and Electives             | Guida al nuovo semestre e alle materie facoltative                      | 1º ottobre 2005  |                 |
| 2  | Guide to Pep Rallies and Lunch                      | Guida alla riunione delle tifoserie e al pranzo                         | 8 ottobre 2005   |                 |
| 3  | Guide to School Clubs and Video Projects            | Guida ai club scolastici e alla progettazione di un video               | 15 ottobre 2005  |                 |
| 4  | Guide to Notebooks and Math                         | Guida ai quaderni e alla matematica                                     | 22 ottobre 2005  |                 |
| 5  | Guide to: Assistant Vice Principals and Mondays     | Guida alla vice preside e ai lunedì                                     | 5 novembre 2005  |                 |
| 6  | Guide to Your Body and Procrastination              | Guida al tuo corpo e al temporaggiamento                                | 12 novembre 2005 |                 |
| 7  | Guide to Gross Biology Dissection and Upperclassmen | Guida ai disgustosi esperimenti di anatomia e ai ragazzi di terza media | 19 novembre 2005 |                 |
| 8  | Guide to Dares and Bad Habits                       | Guida alle sfide e alle cattive abitudini                               | 14 gennaio 2006  |                 |
| 9  | Guide to Substitute Teachers and The New Kid        | Guida ai supplenti e ai nuovi arrivati                                  | 21 gennaio 2006  |                 |
| 10 | Guide to Valentine's Day and School Websites        | Guida a San Valentino e al sito della scuola                            | 11 febbraio 2006 |                 |
| 11 | Guide to Shyness and Nicknames                      | Guida alla timidezza e ai soprannomi                                    | 25 febbraio 2006 |                 |
| 12 | Guide to Asking Someone Out and Recycling           | Guida all'invitare fuori qualcuno e al riciclaggio                      | 18 marzo 2006    |                 |
| 13 | Guide to April Fool's Day and Excuses               | Guida al pesce d'aprile e alle scuse                                    | 1º aprile 2006   |                 |
| 14 | Guide to Secrets and School Car Wash                | Guida ai segreti e all'autolavaggio scolastico                          | 8 aprile 2006    |                 |
| 15 | Guide to Spirit Week and Clothes                    | Guida alla settimana dello spirito e ai vestiti                         | 22 aprile 2006   |                 |
| 16 | Guide to Yearbook and Career Week                   | Guida all'annuario e all'orientamento                                   | 29 aprile 2006   |                 |
| 17 | Guide to Music Class and Class Clown                | Guida alla classe di musica e al clown della classe                     | 6 maggio 2006    |                 |
| 18 | Guide to Failing and Tutors                         | Guida agli insuccessi e ai tutor                                        | 13 maggio 2006   |                 |
| 19 | Guide to Science Fair and Study Hall                | Guida alla fiera della scienza e alla sala di studio                    | 27 maggio 2006   |                 |
| 20 | Guide to Double Dating and The Last Day             | Guida all'uscita in quattro e all'ultimo giorno                         | 3 giugno 2006    |                 |

## Guida ai supplenti e ai nuovi arrivati
- Titolo originale: Guide to Substitute Teachers and The New Kid
- Diretto da: Joe Menendez
- Scritto da: Scott Fellows e Mike Preister

### Trama
Nella classe di inglese di Ned arriva un supplente a lungo termine, che era anche un suo ex-insegnante dell'elementari: il signor Whimer. Quest'ultimo sa
insegnare solamente con delle stupide scenette infantili che non vengono apprezzate dai ragazzi. Crubbs dice a Cookie di fare momentaneamente il supplente in una classe di studi sociali per far fare loro una verifica ma, prendendoci gusto, decide di inserire il suo nome nella lista dei supplenti. Nella classe di scienze di Moze arrivano vari supplenti e, sotto consiglio di Doris, inizia a fare la cattiva in classe non imparando niente sull'argomento che Sweeney aveva loro detto di studiare. Il signor Whimer ci rinuncia e decide di tornare a fare supplenze alle elementari dove lo apprezzano, ma dopo aver sentito i ragazzi ridere di fronte a una battuta volgare decide di fare un'esibizione che fa ridere gli studenti. Sweeney torna e Moze entra a far parte della lista degli studenti da non ascoltare mai. Cookie torna ad essere uno studente dopo essere stato beccato da Crubbs ad insegnare senza una licenza.
Nella classe di Ned arriva una nuova studentessa: Bernisse. Quest'ultima è molto fredda e dura caratterialmente e crede che Ned sia innamorato di lei. Cookie va in una nuova classe di cultura inglese e finge di essere britannico per far colpo sui compagni ma, quando scopre che c'è un secondo studente britannico nella classe, va nel panico e, non ascoltando i consigli di Ned, decide di studiare gli usi inglesi per far credere di essere veramente britannico. Ned finge che le componenti del trio delle streghe siano tutte sue fidanzate ed esse propongono a Bernisse di far parte del gruppo. Cookie viene scoperto da Nigel, il (sedicente) vero ragazzo britannico, il quale fa capire ai ragazzi che lo ha fatto per essere accettato come tutti gli studenti. Simon scopre che anche lui non è inglese ma non lo dice a nessuno rimanendo amici. Bernisse viene mandata via dal club Ned perché vuole solo parlare di algebra e si mette in continuazione le dita nel naso. Ella ammette davanti a Ned che ogni volta che cambia scuola cambia anche atteggiamento e mostra la sua vera personalità; allora il ragazzo fa conoscere Bernisse ad Albert che l'accetta così com'è.